# Gijsbert van Colen
Gisbert of Gijsbert van Colen (14 april 1636 – 17 juli 1703) was een Antwerps kunsthandelaar. 

## Leven
Zijn ouders, Jan Bartholomeus van Colen en Suzanne Hureau, bezaten verschillende heerlijkheden in de Spaanse Nederlanden. Hij trouwde in 1668 met Maria Fourment, een nicht van Rubens' tweede vrouw Hélène Fourment. Ze hadden één dochter Suzanne van Colen (1670-1715). In 1686 verkreeg Gijsbert van Colen een adelsbrief.
Op 17 september 1698 verkocht hij voor 90.000 florijnen 101 werken van voornamelijk Vlaamse meesters aan landvoogd Maximiliaan Emmanuel van Beieren. Het ging om werken die in de familie Rubens waren doorgegeven (waaronder twaalf van de meester zelf, vijftien van Antoon van Dyck, zeven van Jan Boeckhorst en acht van Adriaen Brouwer). Dit was de kern van de collectie die de landvoogd verzamelde op het Coudenbergpaleis en die hij bij zijn aftreden meenam naar het kasteel van Schleißheim, dat hij bij München liet bouwen. Sommige werken zijn nog altijd onderdeel van de Staatsgalerie Schleißheim, andere zijn terechtgekomen in de Alte Pinakothek.
Na zijn dood werd Van Colen begraven in de Sint-Jacobskerk.

## Voetnoten
1. 1 2 3  Félix-Victor Goethals, Dictionnaire généalogique et héraldique des familles nobles du royaume de Belgique, vol. I, 1849, p. 708
2. ↑  Konrad Renger en Claudia Denk, Flämische Malerei des Barock in der Alten Pinakothek, 2002, p. 14-15
3. ↑  Reinhold Baumstark, The Alte Pinakothek Munich, 2002, p. 92
4. ↑  Jean-Philippe Huys, "La magnificence du prince" in: Le palais du Coudenberg à Bruxelles. Du château médiéval au site archéologique, eds. Vincent Heymans e.a., 2014, p. 184-186
5. ↑  Verzameling der Graf-en Gedenkschriften van de Provincie Antwerpen, vol. II, 1863, p. 99